# Nova Odesa (huyện)
Huyện Nova Odesa (tiếng Ukraina: Новоодеський район, chuyển tự: Nova Odesas’kyi raion) là một huyện của tỉnh Mykolaiv thuộc Ukraina. Huyện Nova Odesa có diện tích 1428 km², dân số theo điều tra dân số ngày 5 tháng 12 năm 2001 là 37385 người với mật độ 26 người/km2. Trung tâm huyện nằm ở Nova Odesa.